# 185P/Petriew
La cometa Petriew, formalmente 185P/Petriew, è una cometa periodica appartenente alla famiglia delle comete gioviane. È stata scoperta visualmente, un fatto ormai abbastanza raro in quest'epoca, il 18 agosto 2001 dall'astrofilo Vance Avery Petriew; la sua riscoperta l'11 gennaio 2007 ha permesso di numerarla definitivamente.

## Orbita
L'orbita di questa cometa è particolare in quanto presenta MOID molto piccole con due pianeti, la Terra e Giove. Queste piccole MOID hanno come conseguenza la creazione di uno sciame meteorico sulla Terra e passaggi ravvicinati con Giove, uno di essi, forse quello del giugno-luglio 1982, antecedente alla prima scoperta della cometa, durante il quale la cometa è passata a 0,14539 UA, pari a circa poco meno di 22 milioni di km, da Giove potrebbe essere quello che ha immesso la cometa nell'orbita attuale, probabilmente nel futuro un altro passaggio ravvicinato a Giove cambierà drasticamente l'orbita attuale, il prossimo passaggio ravvicinato a Giove accadrà l'11 luglio 2136 quando i due corpi celesti si sfioreranno a circa 22,5 milioni di km di distanza.

## Caratteristiche del possibile sciame meteoritico connesso
Lo sciame meteorico originato dalla cometa, ha le seguenti caratteristiche: 
- la distanza tra l'orbita della Terra e quella media delle meteore componenti lo sciame (MOID) è di 0,061-0,065 UA (pari a poco più di 9 milioni di km).
- la velocità geocentrica è compresa tra 12,06 e 12,25 km/s.
- la data del picco massimo cade attorno al 28 ottobre.
- le coordinate celesti del radiante durante il picco sono: ascensione retta 19 H 37/38 M, declinazione +29,8°/+30,4°. Queste coordinate corrispondono casualmente quasi perfettamente a quelle di un resto di supernova, G65.2+5.7 e a 0,5° di distanza da quelle di due stelle situate nella costellazione del Cigno, φ Cygni (Phi Cygni) e 9 Cygni (9 Cygni).

È doveroso precisare che questo sciame meteorico e le sue caratteristiche sono ancora da confermare definitivamente. Un outburst da uno sciame con queste caratteristiche è stato osservato il 26-27 ottobre 2024
.